# Standardni jezik
Standardni jezik je nadregionalni oblik jezika svih slojeva društva. Nadregionalnost je njegovo osnovno svojstvo i glavni motiv njegova nastanka. Svojom nadregionalnošću standardni jezik se razlikuje od dijalekata, koji su regionalni idiomi. A svojstvom da obuhvaća sve slojeve društva standardni jezik se razlikuje od sociolekata, koji su jezici pojedinih slojeva društva. To znači da standardni jezik ima šire područje prostiranja od dijalekata i od sociolekata. Zato se u definicijama standardnog jezika navodi da on natkriljuje dijalekte i sociolekte. Standardni jezici mogu biti monocentrični, kakav je japanski, ruski ili islandski, a mogu biti i policentrični, kad različite nacije govore svaka svoju standardnu varijantu jednog zajedničkog standardnog jezika, kakav je slučaj s engleskim jezikom, njemačkim, francuskim itd.

## Uzroci standardizacije
Do standardizacije jezika dolazi kad se poteškoće u komunikaciji između jezično različitih regija i slojeva društva žele ukloniti. Tada se odabire jedan jezik za nadregionalni, i regije koje ga dotad nisu govorile i slojevi društva koji ga dotad nisu koristili pristaju preći na njega.
Tako su u 19. stoljeću jezično različite kajkavska, čakavska i štokavska regija odlučile uzeti štokavski za nadregionalni jezik.

Širenje standardnog jezika u svim regijama i slojevima društva, njegova implementacija, omogućeni su time što je krajem 19. stoljeća uvedeno da je on obvezan u školama. Da bi se standardni jezik lakše učio, nastajala su kodificirajuća djela (gramatike, rječnici, pravopisi) koja su opisivala njegove uporabne norme. Kodifikacija, dakle, nije izmišljanje i nametanje normi, nego u normalnom slučaju je kodificiranje jezičnih normi zapisivanje zbroja onoga što je već prihvaćeno.

## Polifunkcionalnost
Korištenje standardnog jezika u najraznovrsnijim područjima društvenog života, npr. u znanosti, novinarstvu, administraciji, književnosti, svakodnevnoj komunikaciji itd., pokazuje da je on naspram dijalekata i sociolekata polivalentan i polifunkcionalan. Polivalentnost se sastoji u tome da standardni jezik opslužuje sve sfere društvenog života. Polifunkcionalnost se sastoji u tome da je standardni jezik raslojen na funkcionalne stilove, a to su znanstveni, novinski, književnički, administrativni i razgovorni stil.
Standardni jezik kodificiran je oblik jezika. U nekim lingvističkim tradicijama pojam standardni jezik koristi se kao sinonim termina književni/literarni jezik (npr. rus. literaturnyj jazyk, pl. język literacki), no u hrvatskoj lingvističkom području se ti pojmovi ne rabe kao sinonimi, iz dva razloga:
- u književnosti se ne upotrebljava samo standardni jezik, rabe se i dijalekti, žargoni i slično.
- standardni jezik nije u uporabi samo u književnosti, nego također i u znanosti, administraciji, medijima.[8]

U poljskoj tradiciji se termini język ogólny (opći jezik), język standardowy (standardni jezik) i język literacki (literarni jezik) često koriste kao sinonimi, no naziv język literacki kao izraz za kodificirani oblik jezika smatra se zastarjelim i obično napušta u korist prva dva termina.

## Vanjske poveznice
- Jezik Radoslav Katičić: O standardnom i književnom jeziku, sv. 56, br. 2, travanj 2009.
- O standardnom jeziku u Encyclopedia Britannica (engl.)